# Silke Wickel-Kirsch
Silke Wickel-Kirsch (* 1967 in Coburg) ist eine deutsche Wirtschaftswissenschaftlerin. Sie ist Professorin  für Personalwirtschaft und Organisation am Fachbereich Design Informatik Medien der Hochschule RheinMain.

## Werdegang
Wickel-Krisch studierte von 1987 bis 1992 Betriebswirtschaftslehre an der Ludwig-Maximilians-Universität München. 1995 wurde sie am Lehrstuhl für Personal und Organisation der Universität der Bundeswehr von Rainer Marr mit der Dissertation Banken im Wandel. Konzept für eine zukunftsorientierte Organisationsstruktur zum Dr. rer. pol. promoviert.
Parallel zur Promotion war sie als Assistentin des Bereichsleiters „Organisation“ der Bayerischen Vereinsbank in tätig. Noch während der Promotion wurde sie 1994 Leiterin des Personalcontrolling der Henkel KGaA in Düsseldorf. Ab 1996 war sie Leiterin der strategischen Planung der Bayerischen Vereinsbank, bevor sie 1998 Professorin für Personalwirtschaft am Fachbereich Wirtschaft der Fachhochschule Mainz wurde. 2002 wechselte sie als Professorin für Personalwirtschaft und Organisation an die Fachhochschule Wiesbaden zum Studiengang International Business Administration.
Seit 2006 ist Wickel-Kirsch Professorin für Personalwirtschaft und Organisation an der Hochschule RheinMain in Wiesbaden.

## Auszeichnungen
- Preis der Bayerischen Landesbank für die beste Promotion in Bayern im Themenbereich „Banken“ 1995

## Schriften (Auswahl)
- Banken im Wandel. Konzept für eine zukunftsorientierte Organisationsstruktur. Mit Geleitworten von Hans-Gert Penzel und Rainer Marr, Gabler, Wiesbaden 1995, ISBN 3-8244-6230-3.
- mit Susanne Goerke: Internes Marketing für Personalarbeit. Wie Branding Kundenansprache und Image verbessern. Luchterhand, Neuwied u. a. 2002, ISBN 3-472-05204-X.
- mit Matthias Janusch, Elke Knorr: Personalwirtschaft. Grundlagen der Personalarbeit in Unternehmen. Gabler, Wiesbaden 2008, ISBN 978-3-8349-0500-0.
- mit Rita Niedermayr-Kruse, Mirko Waniczek: Personalcontrolling-Prozessmodell. Ein Leitfaden für die Beschreibung und Gestaltung von Personalcontrolling-Prozessen. Linde, Wien 2014, ISBN 978-3-7143-0261-5.